# Slaget om Ystad
Slaget om Ystad var ett fältslag under det Skånska kriget. Minst 3 500 soldater och sjömän deltog i ett hårt slag som slutade med en dansk-nederländsk seger. När Karl XI fick nyheten om landstigningen vid Ystad bestämde han sig för att tåga dit med sin armé. Mindre än ett dygn senare upptäckte han det verkliga syftet med manövern. Det var en strategisk avledning från landstigningen över Öresund.